# Sézanne
Sézanne település Franciaországban, Marne megyében. Lakosainak száma 4679 fő (2022. január 1.). Sézanne Lachy, Broyes, Chichey, Mœurs-Verdey, Péas, Saint-Remy-sous-Broyes és Vindey községekkel határos.

## Népesség
A település népessége az elmúlt években az alábbi módon változott:
| Lakosok száma | 5727 | 6048 | 5829 | 5276 | 5102 | 4996 | 4834 | 4772 | 4775 | 4679 |
|               | 1968 | 1982 | 1990 | 2006 | 2013 | 2015 | 2017 | 2019 | 2020 | 2022 |